# 도창초등학교 (강원)
도창초등학교는 대한민국 강원특별자치도 철원군에 있는 공립 초등학교이다.

## 학교 연혁
- 1961. 03. 25.	청양초등학교 도창분교장 설립인가
- 1967. 03. 01.	도창국민학교 설립인가

## 참고 자료
- 도창초등학교 - 한국교육학술정보원 학교알리미